# Елизаветино (Дмитровский городской округ)
Елизаветино — деревня в Дмитровском районе Московской области, в составе городского поселения Яхрома. Население — 39 чел. (2010). До 2006 года Елизаветино входило в состав Астрецовского сельского округа.

## Расположение
Деревня расположена в центральной части района, в 0,5 км севернее Яхромы и в 300 м западнее автодороги А104 (Москва — Дубна), высота центра над уровнем моря 216 м. Ближайший населённый пункт — Микишкино в 0,7 км на север.

## Население
| 2002 | 2006 | 2010 |
| ---- | ---- | ---- |
| 27   | ↘16  | ↗39  |